# 박태근
박태근(1981년 12월 19일(43세)은 알라딘 인터넷 서점의 상품기획자(MD)이다. 서경식 도쿄경제대 교수가 지어준 ‘바갈라딘’이란 별명으로 알려져 있다.

## 주요 이력
2006년 휴머니스트 출판사에 입사해 편집자로 일했고, 2010년 이후 현재까지 알라딘 社에서 인문학 MD로 일하고 있는데 아울러 편집자를 위한 실험실 연구원으로 출판계에 필요한 실용주의 표방 팟캐스터로서의 목소리를 전하며, 여러 매체에서 책을 소개하는 목소리를 내고 있다.
2021년에는 2010년 3월 입사하여 11년간 몸담은 알라딘을 떠나 출판사 위즈덤하우스로 이직하였다

## 출연작

### 라디오
- EBS FM 북카페 〈아주 북적인 수다〉 (~2016년 8월)
- KBS 제2FM FM대행진 〈북스타그램〉
- MBC FM4U 푸른밤 〈달빛독서클럽〉
- EBS FM 미드나잇블랙 〈청춘의 문장들〉
- MBC 표준FM 라디오 북클럽 〈박태근의 우선순위〉

### 텔레비전
- tbs 《TV책방 북소리》[3]

### 팟캐스트
- 뫼비우스의 띠지
- 아무튼, 팟캐스트[4]

## 저서

### 수필
- 《출판하는 마음》 〈박태근, 온라인 서점 MD의 마음〉 2018년 3월 ISBN 9791188343065